# 해상경찰대

해상경찰대의 기

해상경찰대(海上警察隊)는 만주국의 해안경비대이다.

## 개요
만주국 경찰의 산하 조직으로 밀입국, 밀수 및 밀어의 감시 단속 및 해상의 치안 유지를 주된 임무로 한다. 경찰대의 명칭을 사용하고 있지만, 창설 당초부터 일본 해군이 깊게 관여하였다. 태평양 전쟁 중기 이후가 되면, 일본 해군을 대신하여 물자 수송선의 경비를 맡았다. 또한, 해상경찰대원의 반수가 일본인으로 구성되었고, 해군 출신자가 대다수를 차지하여 만주국 경찰에서도 특이한 존재이기도 하였다.

## 역사

### 전사
만주국 건국 이전, 심양 군벌의 해군 병력은 둥베이 함대(東北艦隊)라고 불렸고 21척의 함정을 보유하고 있었다. 만주사변이 발생한 후, 둥베이 함대가 왕징웨이 정권으로 도주하여, 발해와 황해의 영해 경비를 담당하는 조직은 사실상 없었다. 만주국이 건국한 후, 일본 해군의 협력으로 해상경찰기관을 창설하게 되었고 연안감시경찰대를 설치하였다.

### 해변경찰대
1932년(대동 원년) 특수경찰대 관제(대동 원년교령 제33호)에 의하여 연안감시경찰대는 해변경찰대라고 개칭하였다. 그 후 1938년(대동 2년)에 제1기 충실 계획이 책정되어 선박의 건조·구입이 진행되었다. 그리고 잉코우 시(営口市)에 본부가 설치되었다.

### 해상경찰대
1937년(강덕 4년), 특수경찰대 관제를 폐지하고 해변경찰대를 새롭게 해상경찰대로 개편하였다. 1938년(강덕 5년) 수상경찰에 대해서는 연안부(沿岸部)의 현(県)으로 이관하였다.

## 조직
1943년(강덕 10년) 시점
- 경무과(警務科)
  - 경무고(警務股), 보안고(保安股), 교양고(教養股), 인사고(人事股), 특무고(特務股), 경리고(経理股), 영선고(営繕股)
- 선정과(船政科)
  - 선정고(船政股), 기정고(機政股)
- 항공부대(航空部隊)
- 경비선부대(警備船部隊)
- 교습소(教習所)
- 코로섬무선전신소(コロ島無線電信所)
- 대동무선전신소(大東無線電信所)
- 장하무선전신소(荘河無線電信所)

## 주력함
- 해위(海威, 하이웨이)

성능 제원
배수량 기준 : 755톤
전체 길이 : 88.4m
전체 폭 : 7.7m
기관 : 증기 터빈 2축 추진, 16,700shp
최대 속력 : 31.5노트
공격 : 12cm 단장포 3기, 6.5cm 단장 기관총 2기, 45cm 3연장 발사관 2기 6문
해위는 해상경찰대의 주력함선이며 강방함대를 포함한 만주국 소유의 전투함 중에서 최대 함선이었다. 원래 일본 해군의 도형구축함(桃型駆逐艦)이며, 1917년(다이쇼 6년) 3월 31일 마이즈루 해군 공창(舞鶴海軍工廠)에서 준공하였다. 제1차 세계대전 때에는 지중해에 파견되어 선단 호위 임무를 맡았다. 수상기의 운용 시험 등에 사용되었다가, 1937년(강덕 4년, 쇼와 12년) 5월 1일 만주국에 양도되어 해상경찰대의 소속이 되었다. 그러나 태평양 전쟁이 시작된 다음 해 1942년(강덕 9년, 쇼와 17년) 6월 29일 무상 대여의 형태로 일본 해군에게 건내져, 주로 동중국해 등에서 호위·초계 활동을 하였지만, 1944년(강덕 11년, 쇼와 19년) 10월 10일 오키나와에서 공습에 의해 침몰했다.

## 보유 선정

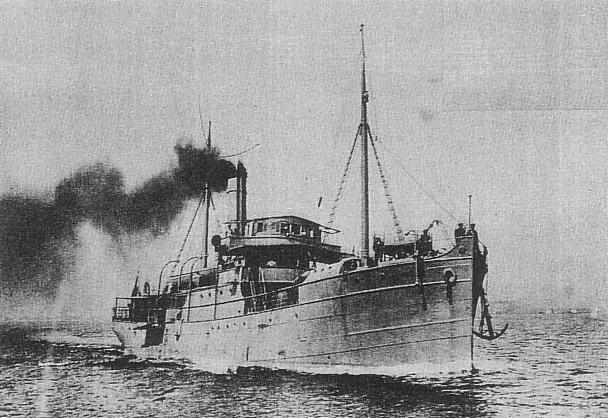
경비선 해왕(海王)

1943년(강덕 10년) 시점
- 경비선
  - 해왕(海王, 700t)
  - 해봉(海鳳, 200t)
  - 해룡(海龍, 200t)
  - 해서(海瑞, 45t)
  - 해광(海光, 45t)
  - 정해(靖海, 150t)
  - 영안(栄安, 126t)
  - 준통(駿通, 60t)
  - 제1요하(第1遼河, 43t)
- 경비정
  - 제2해변(第2海辺, 43t)
  - 제3해변(第3海辺, 43t)
  - 제4해변(第4海辺, 43t)

## 참고 문헌
- 《만주국경찰외사》(満洲国警察外史), 마쿠우지 미쓰오(幕内満雄) 저, 산이치서방(三一書房), 1996년.

## 같이 보기
- 만주국
- 해안경비대